# Rossana Nájera
Rossana Nájera  (Xalapa, Veracruz, Mexikó, 1980. február 14. –) mexikói színésznő.

## Élete és pályafutása
1980. február 14-én született Xalapában. 
2006-ban szerepet kapott az Amor sin condiciones című sorozatban. 2010-ben  Yolanda Contreras szerepét játszotta a La loba című telenovellában. 2012-ben megkapta élete első főszerepét a Los Rey című sorozatban Michel Brown és Leonardo García mellett.

## Filmográfia
| Év   | Cím                  | Magyar cím | Szerep                        |
| ---- | -------------------- | ---------- | ----------------------------- |
| 2013 | Prohibido amar       |            | Gabriela Ramírez              |
| 2012 | Los Rey              |            | Lorenza Malvido Wanles de Rey |
| 2010 | La loba              |            | Yolanda "Yoli" Contreras      |
| 2007 | Se busca un hombre   |            | Lilí Olivares                 |
| 2006 | Amor sin condiciones |            | Andrea                        |